# Памятник Георгию Гречко (Санкт-Петербург)
Памятник Георгию Гречко в Санкт-Петербурге был установлен 12 апреля 1983 года в Московском Парке Победы на Аллее героев.
Установка памятника была приурочена к празднованию Дня космонавтики.
Автором памятника Гречко является скульптор Юрий Самуилович Динес, работами по установке памятника руководил архитектор Михаил Михайлович Волков.
Георгий Гречко родился в Ленинграде, здесь он в 1955 году окончил Ленинградский механический институт (известный как Военмех, ныне носит название Балтийский государственный технический университет) что и послужило причиной установки его памятника в этом городе.
Указ об установке памятника был подписан Президиумом Верховного совета СССР 16 марта 1978 года. В течение пяти лет шла работа по отбору эскиза, который должен был лечь в основу монумента, и созданию самого памятника.

## Описание памятника
Памятник представляет собой бюст, выполненный из чернёной бронзы, и помещённый на постамент из красного гранита. Сам постамент находится на платформе, выложенной из гранитных плит.
Космонавт изображён в стилизованно представленном космическом скафандре без шлема. По нижнему краю композиции на левой стороне нанесена надпись «Салют-6-Союз».
На лицевой части постамента находится табличка со следующим текстом:
«Герой Советского Союза лётчик-космонавт Гречко Георгий Михайлович»
Ниже находится ещё один текст:
"За успешное осуществление длительного космического полёта на орбитальном научно-исследовательском комплексе «Салют-6-Союз» и проявленные при этом мужество и героизм указом Президиума Верховного Совета от 16 марта 1978 года награждается Орденом Ленина и второй медалью «Золотая Звезда»
Над текстом помещены изображения наград, обладателем которых был Г. Гречко.